# Tribulus
- Commons
- Wikispecies

Tribulus (vernacular, tríbulo) é um género botânico pertencente à família Zygophyllaceae.

## Espécies
| - Tribulus adscendens - Tribulus alacranensis - Tribulus alatus - Tribulus bimucronatus - Tribulus brachystylis - Tribulus brasiliensis - Tribulus californicus - Tribulus caribaea - Tribulus cistoides - Tribulus cristatus - Tribulus decolor - Tribulus dimidiatus - Tribulus excrucians - Tribulus fisheri - Tribulus glabrata | - Tribulus grandiflorus - Tribulus hirsutus - Tribulus humifusus - Tribulus hystrix - Tribulus longipes - Tribulus longipetalus - Tribulus macranthus - Tribulus macrocarpus - Tribulus macropterus - Tribulus maximus - Tribulus minutus - Tribulus micrococcus - Tribulus moluccanus - Tribulus parvispinus - Tribulus pechuelii | - Tribulus pentandrus - Tribulus pentandrus - Tribulus platypterus - Tribulus pterophorus - Tribulus pubescens - Tribulus rajasthanensis - Tribulus ranunculiflorus - Tribulus saharae - Tribulus sericeus - Tribulus taiwanense - Tribulus terrestris - Tribulus trijugatus - Tribulus trijugus - Tribulus tuberculatus - Tribulus zeyheri |

- Lista completa

## Portugal
Em Portugal ocorre apenas uma espécie deste género, Tribulus terrestris, nomeadamente em Portugal Continental, de onde é nativa.

## Classificação do gênero
| Sistema | Classificação                     | Referência               |
| ------- | --------------------------------- | ------------------------ |
| Linné   | Classe Decandria, ordem Monogynia | Species plantarum (1753) |